# Фамулкі-Лазовські
Фамулкі-Лазовські (пол. Famułki Łazowskie) — село в Польщі, у гміні Брохув Сохачевського повіту Мазовецького воєводства.